# تاليسون دي ألميدا
تاليسون دي ألميدا (بالبرتغالية: Talisson de Almeida‏) هو لاعب كرة قدم برازيلي من مواليد 21 مايو 2001.

## وصلات
تاليسون دي ألميدا على موقع قاعدة بيانات كرة القدم.إي يو (الإنجليزية)
- تاليسون دي ألميدا على موقع Soccerway.com (الإنجليزية)